# پادشاهی کاشی‌های هند
پادشاهی کاشی‌های هند (انگلیسی: Kingdom of Kashi) یک پادشاهی باستانی هند بود. داستان‌های جاتاکا نشان می‌دهند که بنارس پایتخت پادشاهی کاشی، یکی از ثروتمندترین شهرهای هند در زمان خود بوده که به خاطر رونق و ثروت خود شناخته شده بوده‌است. گفته شده سیذارتا گوتاما (گوتاما بودا) نیز ابتدا موعظه‌های بودیسم خود را در قلمرو کاشی‌های هند آغاز نمود.